# 增殖放流

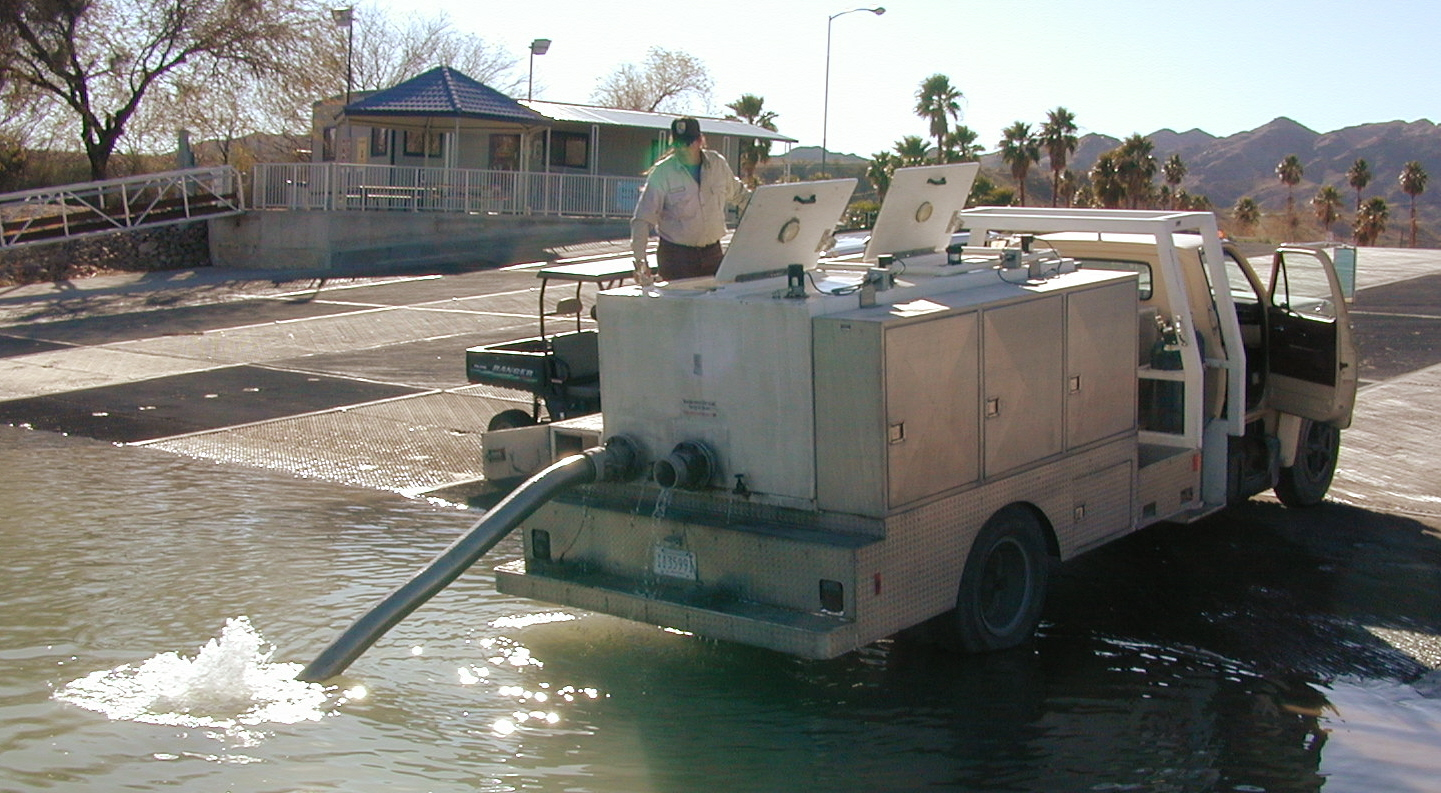
美国加利福尼亚州河流中的增殖放流

增殖放流（英語：fish stocking）是将孵鱼场人工培育的鱼类释放到野外水体（河流、水库、湿地、湖泊、海洋等）中来创造新的鱼群或增加现存的种群数量。增殖放流的行为可以用来为商业捕鱼和休闲捕鱼改善渔场资源、补偿原住民文化传统上的需求、促进旅游业或帮助受威胁物种或濒危物种的恢复数量，可以由政府机构在公共水域实施或由私人团体资助。

## 历史

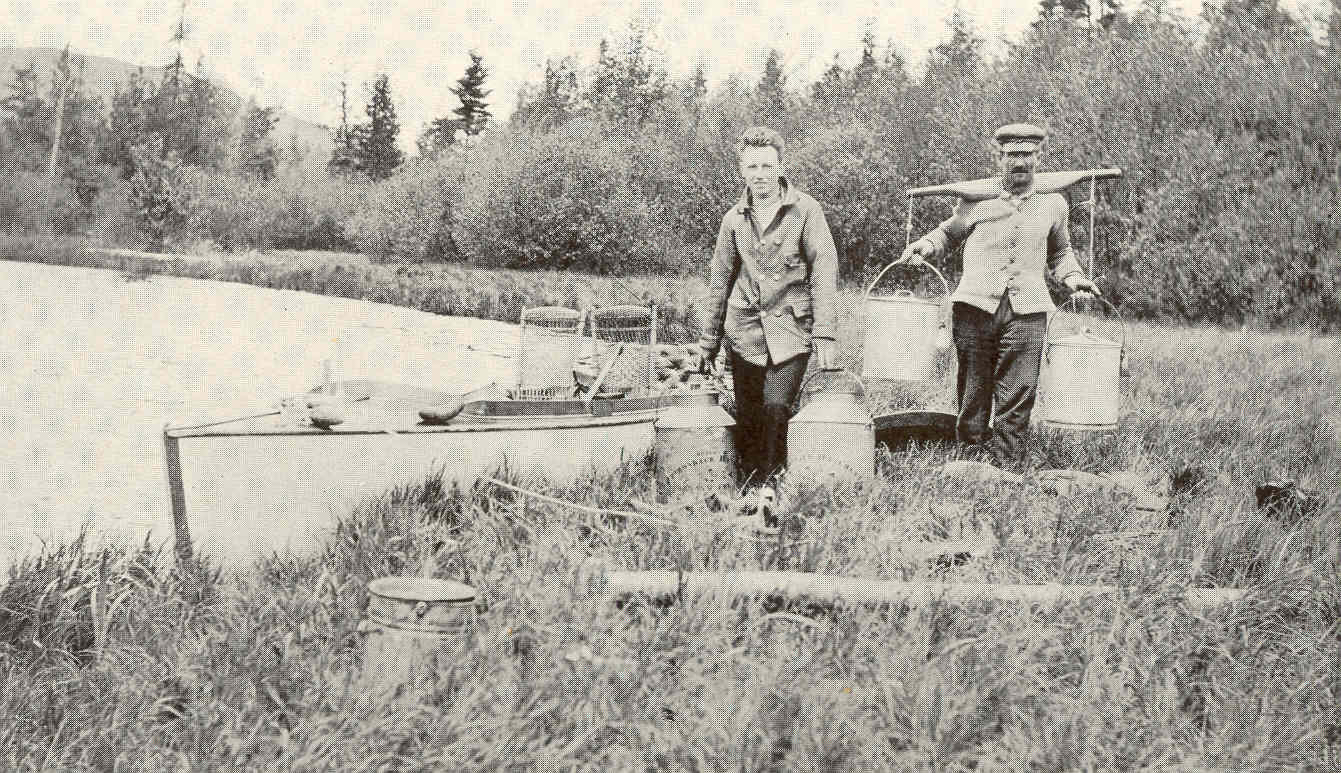
1911年在纽约上州进行增殖放流的工人

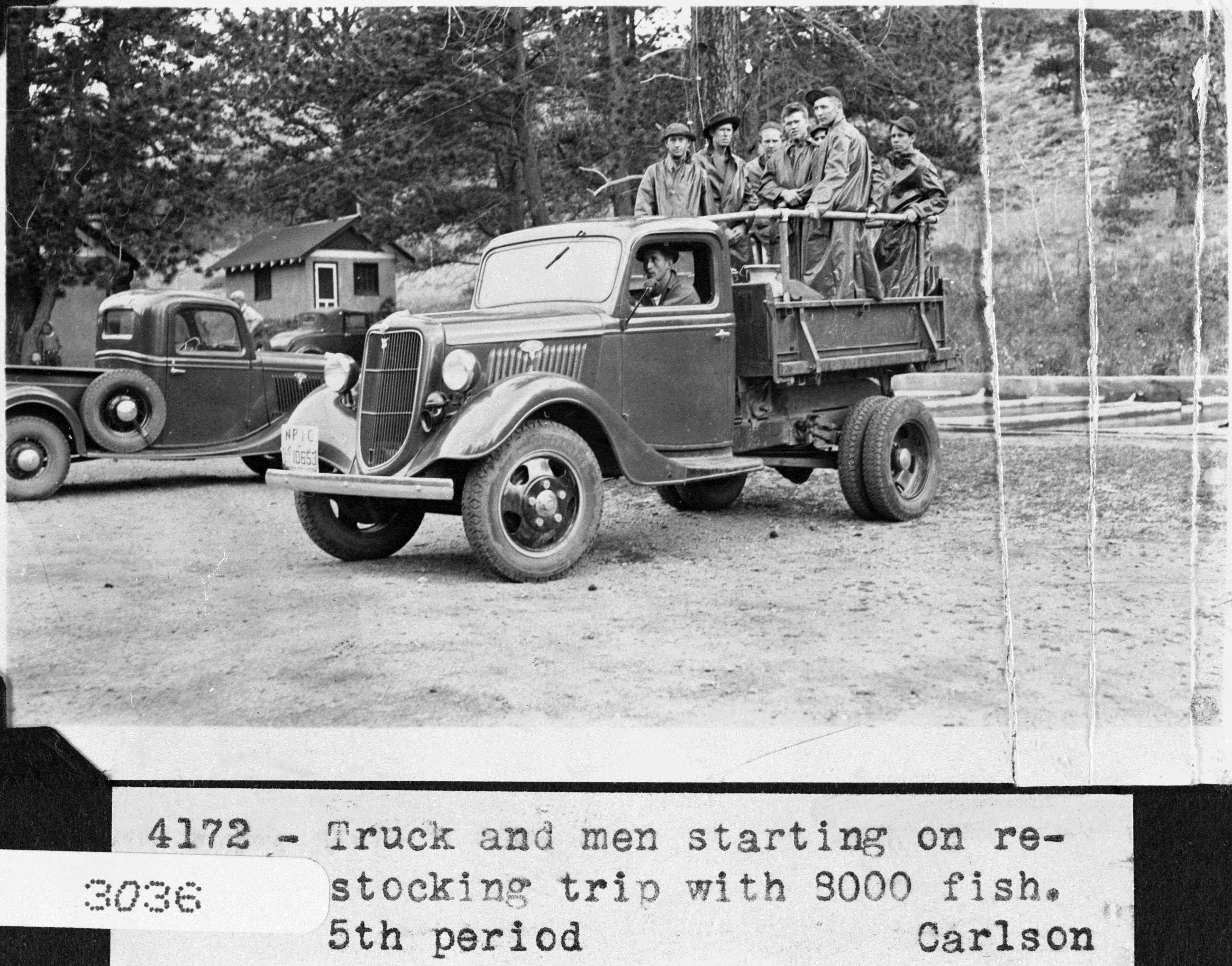
1935年负责在落基山脉的人工湖进行增殖放流的工人

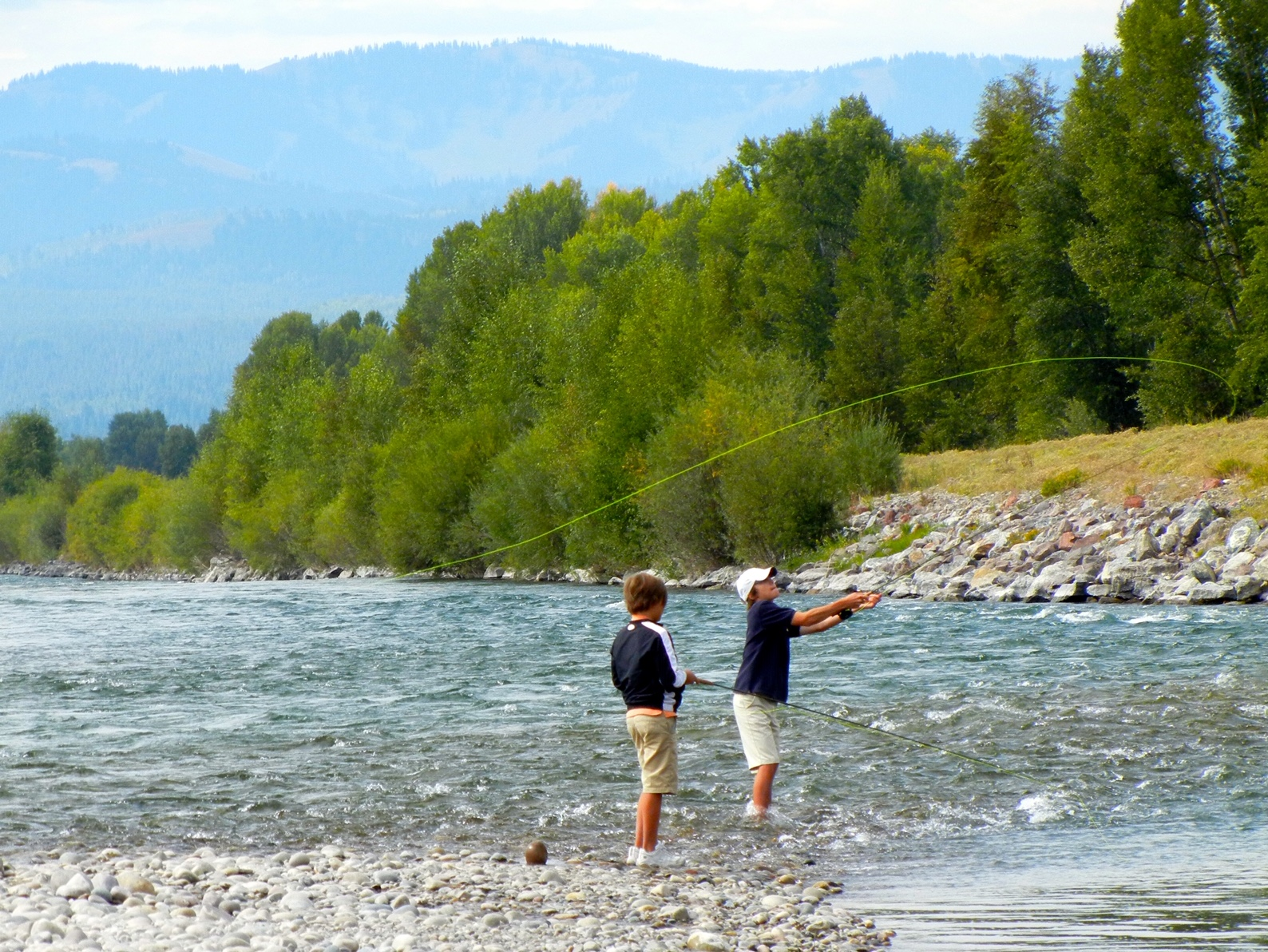
美国垂钓者在怀俄明州捕捉增殖放流的鳟鱼

人类进行增殖放流已经数百年。根据美国生物学家埃德温·皮斯特（Edwin Philip "Phil" Pister）的说法，北美洲对鳟鱼的放流可以追溯到19世纪初。在头一百年的放流活动中，引进鱼类的地点和数量并没有被很好的记录；当时放流的唯一目标是改善运动捕鱼的资源，而没有考虑生态后果（例如生物多样性的侵蚀）。根据皮斯特的说法：“当鳟鱼放殖首次实施时，国家被高度功利的资源管理伦理牢牢拴住，将人类的短期利益置于几乎所有其他考虑之上。”近年来，美国鱼类及野生动物管理局以及州立渔政部门在记录给定位置所放养的鱼类种类方面有了很大进步。这始于1960年代，当时的研究表明增殖放流对其它生物的生态复杂性具有负面影响。1964年的《荒野法》 也使放流对其他生物的影响广为人知。因此，增殖放流现在因为各种成本和收益成为许多争论的主题。
在美国，为了运动和食用而放流非本地鱼种的活动始于美国鱼类及渔业委员会（United States Commission on Fish and Fisheries，鱼类及野生动物管理局的前身）成立的1871年。新机构的负责人斯宾塞·富勒顿·贝尔德（Spencer Fullerton Baird，1823～1887）被授命去“研究美国沿海和湖泊食用鱼类的减少，并提出补救措施”。贝尔德将机构总部设在马萨诸塞州鳕鱼角的伍兹霍尔，他麾下的科学家和研究团队对条纹鲈、蓝鯥以及其它许多经济鱼类和运动鱼类进行了研究，并将研究结果汇总成255页的有关美国鱼类资源的报告。国会授予该团队15000美元用于开发食用鱼种群，许多非本地鱼类，例如虹鳟、鲑鱼、条纹鲈和欧亚鲤，也随后被成功引入美国的湖泊和河流。早期的鱼是由体育俱乐部和私人居民放流，如今则是由州立鱼类和野生生物管理机构和孵化场负责放流鱼类。直到最近，他们的目标还只是在尽可能多的水域中放殖尽可能多的鱼。而现在有了关于增殖放流对无脊椎动物和两栖动物种群的有害影响方面的知识后，放流变得更加有选择性。

## 放流方式

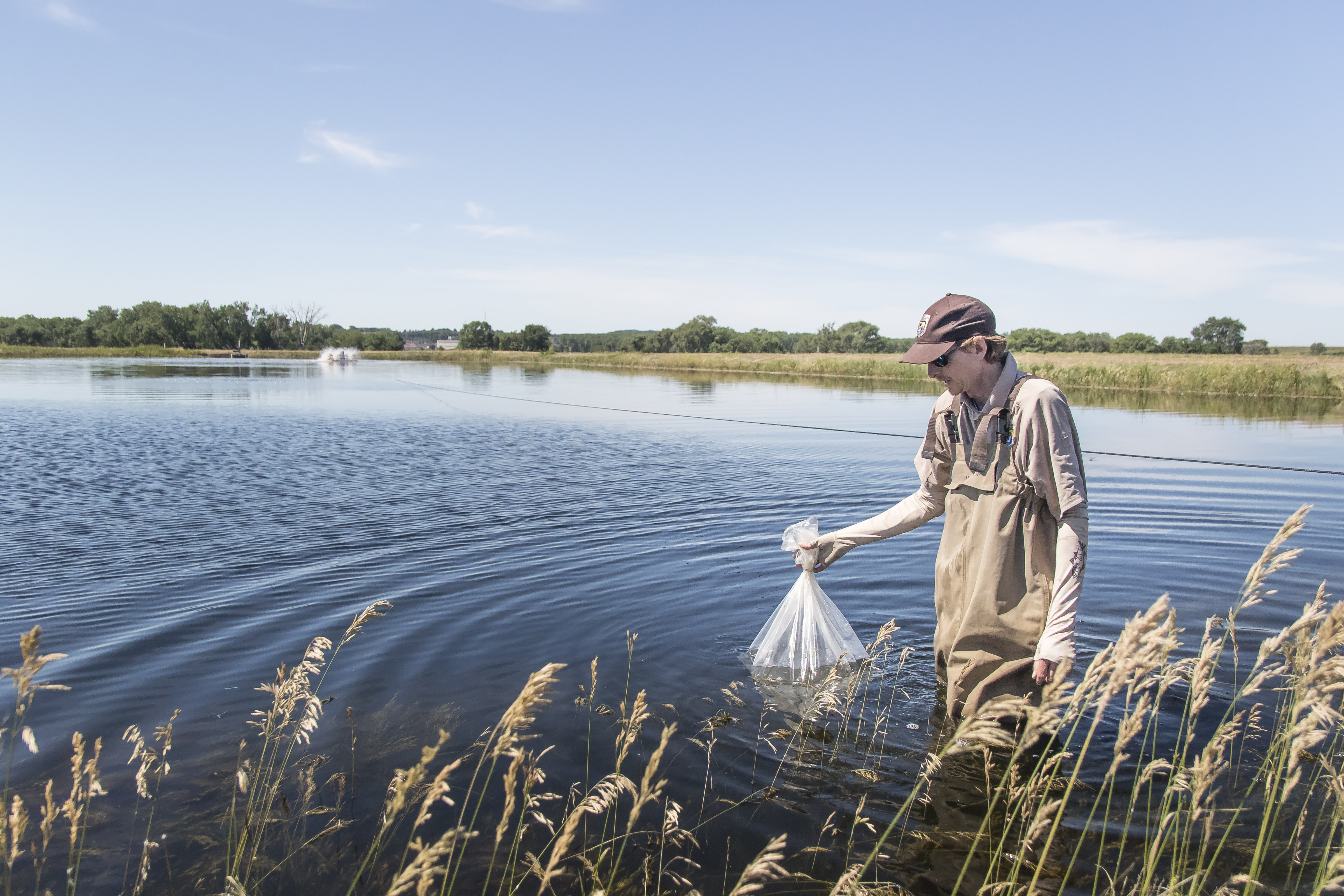
美国南达科他州密苏里河流域上的手工放流

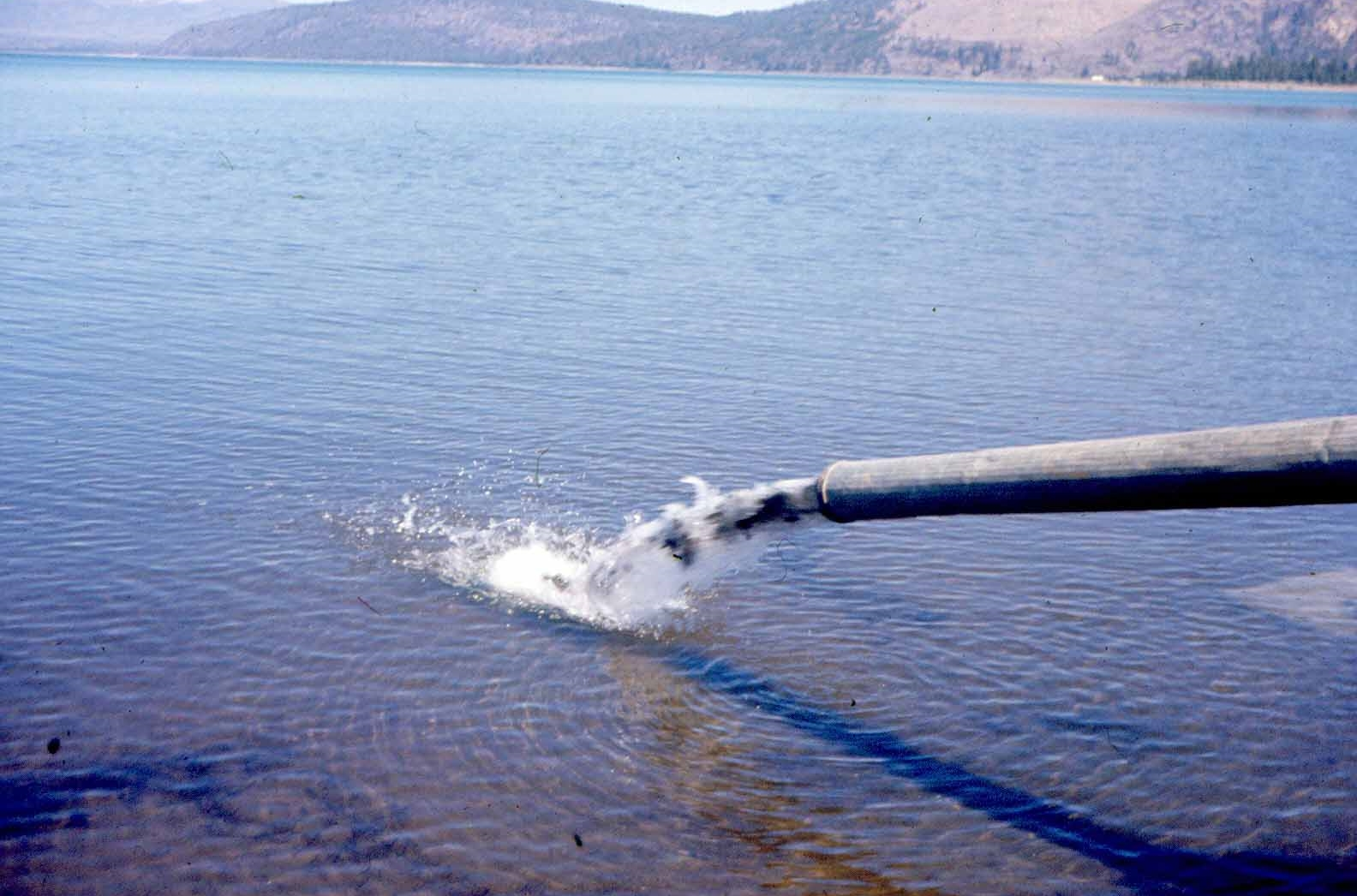
加州鹰湖（Eagle Lake）上的水泵放流

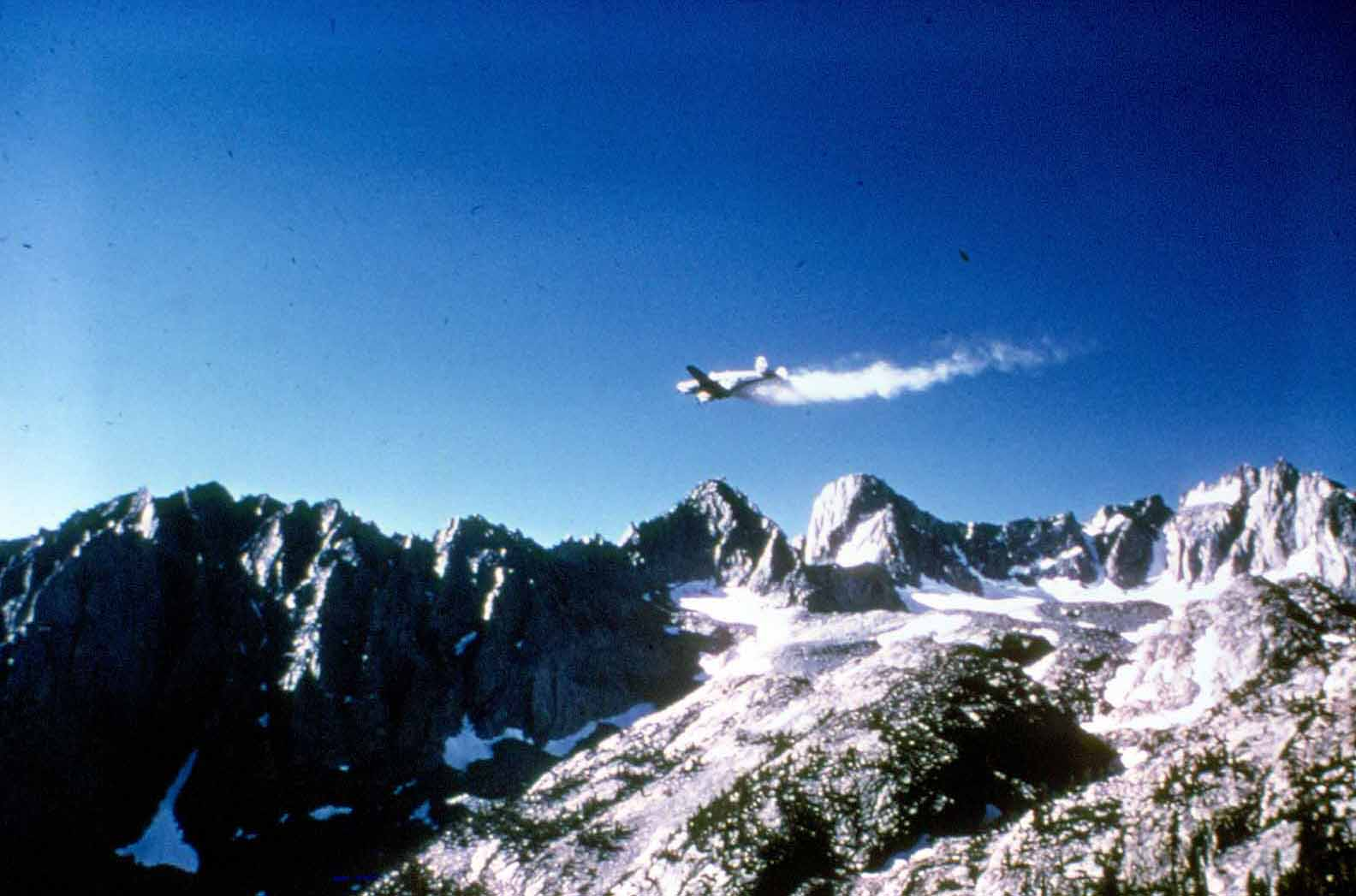
内华达山脉湖泊上的空投放流

在私人水塘放流时，不同鱼类的配比十分重要，一般是每放流一条掠食鱼就要相应放流三条猎物鱼，这样才能保证在捕食者有足够的食源维持生存的同时也让猎物能稳定繁衍。将一些初级消费者（小型草食鱼和滤食性动物）也一起放流可以进一步维持水质并保障掠食鱼和猎物鱼都可以获得所需的食物。放流时鱼群中个体的尺寸应该大小接近，并且不要比塘中现有的鱼小太多，这样鱼群会更容易存活并共同生长。通称推荐的是一个标准的1⁄4英畝（1,012平方）水塘内可以放流120条太阳鱼、60条黄鲈、15条大口黑鲈和总重8英磅（3.6）的肥头鲦。获得当地溪流、河流和湖泊中捕获的现有鱼种的数据因此非常重要。
放流的最佳时期是温度适中、水氧充足的春秋两季。为了让鱼能更好的适应新环境，建议的放流方式是把装鱼的袋子放在遮阳的一处水面原地漂浮15～20分钟，然后再开袋放鱼。大鱼和小鱼要在水体不同的两端分开放流，以便猎物鱼能有机会找到栖身的掩体而不是被马上捕食掉。有研究表明将鱼在几周时间内少量分批放流要比一次全放更有效。
选择正确的放流鱼种也很重要。在北美，水温较暖的池塘内通常推荐放流大口黑鲈、蓝鳃太阳鱼、莓鲈、钳鱼和鮰鱼；更大更深的湖泊中则推荐凉水鱼种，比如玻璃梭鲈和鳟鱼。最后还要注意的是不要过度放流，因为任何一处水体都要各自的环境承载力，如果鱼太多会因为竞争食物和栖息处而破坏生态平衡。